# Baix Llobregat

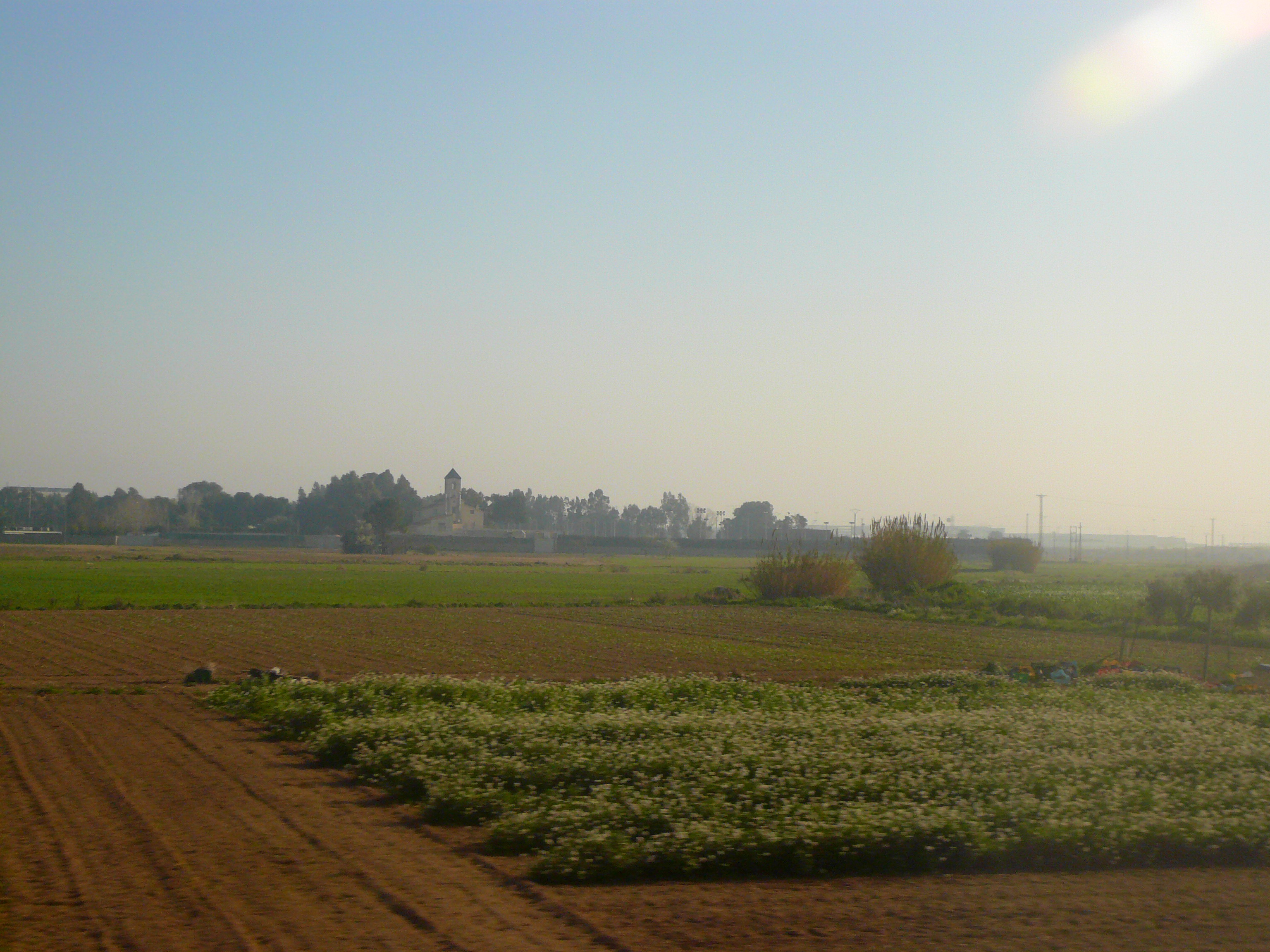
Camps del delta del Llobregat, amb Cal Felip al fons

El Baix Llobregat és una comarca catalana situada a la vegueria de Barcelona. Limita al nord amb el Bages, a l'est amb el Vallès Occidental, al sud-est amb el Barcelonès, al sud amb la Mediterrània, al sud-oest amb el Garraf, a l'oest amb l'Alt Penedès i al nord-oest amb l'Anoia.
Amb 809 883 habitants (2016), és la tercera comarca més poblada de Catalunya i té una superfície de 486,7 km² (33a, amb un 1,51% de la superfície del Principat). La capital de la comarca és Sant Feliu de Llobregat, encara que hi ha ciutats més poblades que formen part de l'Àrea Metropolitana de Barcelona com Castelldefels, el Prat de Llobregat, Cornellà de Llobregat, Sant Boi de Llobregat i Viladecans.
És un potent motor industrial del país i encara conserva part del seu passat eminentment agrícola, quan era la primera zona agrícola i ramadera catalana.

## Història
El poblament humà de la comarca ve de molt antic, s'inicia al Paleolític i es troben vestigis de les diferents etapes de la història de la humanitat fins a arribar als nostres dies. En molts pobles de la comarca hi trobem restes i testimonis d'un passat més o menys llunyà.
El Parc Arqueològic Mines de Gavà (3400-2360 aC) constitueix un dels llocs més atractius de la comarca per apropar-se al Neolític. Però de jaciments d'aquella època de la història n'han aparegut a diferents llocs del Baix Llobregat, com és el cas de l'important jaciment de mamuts trobat a Viladecans.
Des de mitjan segle I aC el territori de la comarca era ocupat per un bon nombre de vil·les romanes, que es dedicaven a l'agricultura, la ramaderia i les activitats artesanals. La vinya era el principal conreu i el vi s'exportava a les Gàl·lies.
El port des d'on es feia el comerç dels productes de la comarca era el port de "les Sorres", prop de l'actual llacuna del Remolar, a bastant distància de l'actual línia de la costa.
El Pont del Diable de Martorell es va aixecar en construir-se la Via Augusta i conserva un magnífic arc triomfal romà.
A Sant Boi de Llobregat es poden visitar unes termes romanes.
A partir de l'any 801, en què Lluís el Pietós conquerí Barcelona, el riu Llobregat esdevingué frontera entre les terres carolíngies de la riba esquerra i les sarraïnes de la riba dreta. Uns anys més tard les terres de la riba dreta foren conquerides i es bastí una línia de castells entre els quals destaquen el de Castellví de Rosanes, el d'Eramprunyà i el de Cervelló. Va començar la repoblació i al llarg del segle x apareixen nous pobles a la comarca i se'n revifen d'altres que havien estat abandonats.
Els primers monestirs, com el de Sant Genís de Rocafort (Martorell) o el de Sant Ponç de Corbera (Cervelló) no es fundaren fins al segle xi. Però els monestirs que tingueren més influència a la comarca foren el de Sant Cugat del Vallès i el de Montserrat, a la zona nord.
El territori era repartit entre diferents senyors i jurisdiccions. Al segle xii els pobles de l'esquerra del riu, des de Molins de Rei fins al mar, eren de jurisdicció reial. Sant Boi era un territori de jurisdicció compartida. Corbera, Collbató i Esparreguera tingueren dominis feudals diversos. La resta del territori de la comarca estava repartit entre tres gran baronies.
Tot i que podem trobar una semblança entre les masies i les vil·les romanes de les quals parlàvem més amunt, l'origen proper de la masia catalana es remunta a l'edat mitjana. Al voltant dels castells, parròquies i monestirs s'escampaven els masos.
Les terres dels senyors eren conreades pels servents de la gleba, que depenien en tot i per tot del senyor, i pels pagesos anomenats lliures, que havien de pagar impostos abusius. Però al segle xv es decretà l'emancipació dels pagesos i això generà noves energies, renovant-se les cases pairals i apareixent-ne de noves durant els segles xvi i xvii.
La masia era una unitat de producció on es cultivaven productes de secà, hi havia un hort de regadiu, s'explotava el bosc, es criava bestiar, hi havia transformació de primeres matèries (elaboració del vi i premsat de l'oli...) i, fins i tot, es feien petites activitats artesanals, com ara filar i teixir la llana.
Un contracte de propietat en què el pagès no era l'amo però disposava lliurement de la terra per a ell i els seus fills, una política matrimonial orientada a l'engrandiment del patrimoni i la institució de la figura de l'hereu com a únic propietari, van donar un moment d'esplendor econòmic a la masia i al camp català.
La Revolució Industrial iniciada a Anglaterra a mitjan segle xviii, va influir sobre altres països d'Europa. Catalunya va tenir un fort procés d'industrialització, del qual el Baix Llobregat no quedaria al marge.
Propera a Barcelona i al seu port, dotada -gràcies al riu- de recursos hidràulics per proporcionar energia, la comarca del Baix Llobregat va ser vista per molts industrials com el lloc idoni per instal·lar-hi grans fàbriques tèxtils, que van aprofitar els salts d'aigua del canal de la Infanta, van construir-ne de nous o van instal·lar potents màquines de vapor que funcionaven amb l'energia del carbó.
En alguns casos, els industrials van urbanitzar grans finques construint-hi la fàbrica i les cases per als treballadors. Van fundar veritables pobles industrials anomenats colònies, com ara Can Bros (Martorell), la colònia Sedó (Esparreguera) i la colònia Güell (Santa Coloma de Cervelló). A la majoria de pobles de la comarca podem trobar aquelles velles indústries que avui potser estan abandonades o han canviat d'ús.
Als inicis del segle xx es comença a utilitzar l'electricitat per a finalitats energètiques i això dona una nova empenta a la indústria, que es diversifica, i apareixen empreses de construccions metàl·liques, com ara Companyia Roca (Gavà - Viladecans); de construccions elèctriques, com ara Siemens (Cornellà); de ciment, com ara Ciments Sanson (Sant Just Desvern) o Ciments Molins ⟨Sant Vicenç dels Horts⟩, etc.
De mica en mica els pobles, les viles i les ciutats de la comarca es van transformant i adquirint l'aspecte que tenen ara.

## Clima
Trobem diferents trets climàtics a la comarca del Baix Llobregat: a la zona costanera destaca un clima Mediterrani Litoral Nord, a l'interior un clima Mediterrani Prelitoral Central i a la zona del Parc del Garraf un clima Mediterrani Litoral Sud. El total anual de precipitació és escàs amb una distribució bastant regular al llarg de l'any, els valors màxims es registren a la tardor i destaca el juliol com a mes sec. El règim tèrmic a l'estiu és calorós i a l'hivern moderat, amb una amplitud tèrmica anual moderada a la costa i elevada a l'interior. El període lliure de glaçades comprèn els mesos d'abril a octubre.

## Demografia
Cal destacar que cinc dels municipis sobrepassen els 50.000 habitants
| Entitat de població       | Habitants |
| ------------------------- | --------- |
| Abrera                    | 12.489    |
| Begues                    | 7.098     |
| Castelldefels             | 67.004    |
| Castellví de Rosanes      | 1.884     |
| Cervelló                  | 9.054     |
| Collbató                  | 4.466     |
| Corbera de Llobregat      | 14.822    |
| Cornellà de Llobregat     | 88.592    |
| Esparreguera              | 22.251    |
| Esplugues de Llobregat    | 46.680    |
| Gavà                      | 46.771    |
| Martorell                 | 28.189    |
| Molins de Rei             | 25.868    |
| Olesa de Montserrat       | 23.904    |
| Pallejà                   | 11.508    |
| Palma de Cervelló, la     | 2.954     |
| Papiol, el                | 4.145     |
| Prat de Llobregat, el     | 64.599    |
| Sant Andreu de la Barca   | 27.558    |
| Sant Boi de Llobregat     | 83.605    |
| Sant Climent de Llobregat | 4.129     |
| Sant Esteve Sesrovires    | 7.612     |
| Sant Feliu de Llobregat   | 44.860    |
| Sant Joan Despí           | 34.123    |
| Sant Just Desvern         | 17.805    |
| Sant Vicenç dels Horts    | 28.117    |
| Santa Coloma de Cervelló  | 8.218     |
| Torrelles de Llobregat    | 6.041     |
| Vallirana                 | 15.006    |
| Viladecans                | 66.611    |
| Font: Idescat             |           |

## Política
El Baix Llobregat és un dels grans feus del PSC, i és una de les comarques on ICV obté un percentatge de vots més alt de tota Catalunya.

### Consell Comarcal del Baix Llobregat (2019-2023)[5]
| Presidenta Eva Martínez Fundació 2019 Dissolució 2023 Seu Baix Llobregat \| 16 / 39 9 / 39 5 / 39 4 / 39 4 / 39 1 / 39 \| PSC ERC-AM ECP C's Junts PP \| \| ------------------------------------------ \| --------------------------- \| |                             |
| 16 / 39 9 / 39 5 / 39 4 / 39 4 / 39 1 / 39 | PSC ERC-AM ECP C's Junts PP |
| --- | --------------------------- |

- PSC: 16 membres
- ERC: 9 membres
- ICV: 5 membres
- C'S: 4 membre
- Junts: 4 membres
- PP: 1 membres

### Presidència del Consell Comarcal del Baix Llobregat
| Legislatura | President / Presidenta                                                                                           | Partit Polític | Càrrec local                                                                               |
| ----------- | --- | -------------- | ------------------------------------------------------------------------------------------ |
| 1988-1991   | José Montilla Aguilera                                                                                           | PSC            | alcalde de Cornellà de Llobregat                                                           |
| 1991-1995   | José Montilla Aguilera                                                                                           | PSC            |                                                                                            |
| 1995-1999   | José Montilla Aguilera (fins 1998) José Luis Morlanes Galindo                                                    | PSC            | regidor de Cornellà de Llobregat                                                           |
| 1999-2003   | José Luis Morlanes Galindo                                                                                       | PSC            |                                                                                            |
| 2003-2007   | Rosa Boladeras Serraviñals                                                                                       | PSC            | alcaldessa de Corbera de Llobregat                                                         |
| 2007-2011   | Rosa Boladeras Serraviñals                                                                                       | PSC            | regidora de Corbera de Llobregat                                                           |
| 2011-2015   | Joaquim Balsera García (2011-2014) Lourdes Borrell Moreno (en funcions: 2014) Josep Perpinyà i Palau (2014-2015) | PSC            | alcalde i regidor de Gavà regidora de Sant Feliu de Llobregat alcalde de Sant Just Desvern |
| 2015-2019   | Josep Perpinyà i Palau                                                                                           | PSC            |                                                                                            |
| 2019-2023   | Eva Maria Martínez Morales                                                                                       | PSC            | alcaldessa de Vallirana                                                                    |
| 2023-2027   | Eva Maria Martínez Morales                                                                                       | PSC            |                                                                                            |

## Sindicalisme
El Baix Llobregat té una llarga tradició d'organitzacions obreres i gairebé tots els sindicats tenen representació a la comarca, els més significatius són:
- CONC a Cornellà de Llobregat
- UGT a Cornellà de Llobregat
- CGT a Cornellà de Llobregat
- CNT a Cornellà de Llobregat
- USOC a Martorell
- CCOO a Cornellà de LLobregat
- CCOO a Martorell
- CGT a Viladecans

## Llocs d'interès
- La muntanya de Montserrat.
- La muntanya del Montbaig, més coneguda com la muntanya de Sant Ramon, a Sant Boi de Llobregat, Viladecans i Sant Climent de Llobregat. Al cim es troba l'Ermita de Sant Ramon.
- La Colònia Güell (d'Antoni Gaudí, a Santa Coloma de Cervelló).
- Ca la Pilar (de Josep Puig i Cadafalch) a Viladecans.
- Can Modolell (Viladecans).
- El Parc Arqueològic Mines de Gavà.
- Jaciment de mamuts a Viladecans.
- Les Roques Blaves a Esparreguera.
- L'església romànica de Sant Pere d'Abrera.
- El castell d'Eramprunyà de Gavà (declarat Bé cultural d'interès nacional).
- La Torre Roja de Viladecans (declarat Bé cultural d'interès nacional).
- Les termes romanes de Sant Boi de Llobregat.
- Ermita romànica de Sales (anterior al segle X) a Viladecans.
- Museu de Ca n'Amat (Viladecans).
- Platges: a Castelldefels, Gavà, Viladecans i El Prat de Llobregat.
- El delta del Llobregat.
- Parc Natural El Remolar-Filipines a Viladecans.
- La tomba de Rafael Casanova a Sant Boi de Llobregat.
- Catalunya en Miniatura, a Torrelles de Llobregat.
- La Colònia Sedó a Esparreguera.
- Parc de Can Vidalet, a Esplugues de Llobregat.
- Fàbrica de Ceràmica "Pujol i Bausis" Esplugues de Llobregat
- Nucli històric d'Esplugues de Llobregat.
- L'església de Santa Eulàlia, a Esparreguera, que té uns dels campanars més alts de l'estat espanyol.
- L'església romànica (s. XI) de Sant Ponç de Corbera, a Cervelló.
- La Passió d'Olesa de Montserrat.
- La Passió d'Esparreguera.
- Estadi Cornellà-El Prat del Reial Club Deportiu Espanyol.
- Estadi Olímpic a Barcelona'92 i Camp de Beisbol del Club Beisbol Viladecans a Viladecans.